# Modżtame Tolombe Haj Keszawarzi Paszmine Zar
Modżtame Tolombe Haj Keszawarzi Paszmine Zar – wieś w południowym Iranie, w Chuzestanie. W 2006 roku miejscowość liczyła 75 mieszkańców w 16 rodzinach.